# Béla Török
Béla Török (Seghedino, 23 marzo 1990) è un pallanuotista ungherese, gioca nel Debrecen e nella nazionale dal 2010 e si è laureato vicecampione del mondo nel 2017.

## Palmarès

### Club
- Campionato ungherese: 1

Szolnok: 2014
- Coppa d'Ungheria: 2

Sgezed: 2012, 2013
- Coppe LEN: 1

Sgezed: 2008-2009
- Tom Hoad Cup: 1

Sgezed: 2010

### Nazionale
- Mondiali

Budapest 2017: 